# Karl-Josef Kuschel
Karl-Josef Kuschel (* 6. března 1948, Oberhausen) je německý teolog, člen akademické rady Institutu pro ekumenické bádání univerzity v Tübingenu.
Je autorem děl Geboren vor aller Zeit? Der Streit um Christi Ursprung ("Narozen přede všemi časy? Spor o Kristův původ" 1990), Der Streit um Abraham. Was Juden, Christen und Muslime trennt - und was sie eint ("Spor o Abrahama. Co židy, křesťany a muslimy odděluje - a co je spojuje" 1994) a uspořádal dílo Teologie 20. století. Antologie (1995).

## Teologická díla (výběr)
česky
- Bůh a zlo. (s W. Grossem) Praha: Vyšehrad 2005
- Spor o Abrahama: co židy, křesťany a muslimy rozděluje a co je spojuje. Praha: Vyšehrad 1997
- Teologie 20. století: antologie. Praha: Vyšehrad 2007
- Prohlášení ke světovému étosu: deklarace Parlamentu světových náboženství (s Hansem Küngem). Brno: CDK 1997

německy
- Lust an der Erkenntnis: die Theologie des 20. Jahrhunderts. ("Radost z poznání: teologie 20. století") Piper, München 1994. ISBN 3-492-11853-4
- Im Spiegel der Dichter. Mensch, Gott und Jesus in der Literatur des 20. Jahrhunderts. ("V zrcadle básníků: člověk, Bůh a Ježíš v literatuře 20. století") Patmos, Düsseldorf 1997. ISBN 3-491-72378-7
- Gottes grausamer Spaß? Heinrich Heines Leben mit der Katastrophe. ("Krutý žert Boží? Život s katastrofou Heinricha Heine") Patmos, Düsseldorf 2002. ISBN 3-491-70350-6
- Vielleicht hält Gott sich einige Dichter ... ("Možná si Bůh drží pár básníků..."), Kevelaer-Mainz 2005.
- Weihnachten bei Thomas Mann. ("Vánoce u Tomáše Manna") Patmos, Düsseldorf 2006. ISBN 978-3-491-72505-8
- Gott liebt es, sich zu verstecken: Literarische Skizzen von Lessing bis Muschg. ("Bůh se rád skrývá. Literární skici od Lessinga po Muschga") , Stuttgart-Ostfildern 2007. ISBN 978-3-7867-2686-9
- Zeitzeichen: Vierzig Analysen zu Kultur, Politik und Religion. ("Znamení času: 40 analýz ke kultuře, politice a náboženství") Klöpfer & Meyer, Tübingen 2008. ISBN 978-3-940086-14-3
- Walter Jens, Literat und Protestant. ("Walter Jens, literát a protestant") Attempto, Tübingen 2008. ISBN 978-3-89308-405-0
- Hans Küng - eine Nahaufnahme. ("Hans Küng - pohled zblízka") Piper, München 2008. ISBN 978-3-492-25334-5
- Der Kampf mit Gott: Heinrich Heine ("Zápas s Bohem: Heinrich Heine"). Patmos, Stuttgart-Ostfildern 2009. ISBN 978-3-491-72546-1
- Mutterland. Die Familie Mann und Brasilien ("Mateřská zem. Rodina Mannova a Brazílie") (spoluautor Paulo Soethe a Frido Mann), Artemis & Winkler, Mannheim 2009. ISBN 978-3-538-07293-0
- Mein Geist ins unbekannte Land. Dichter und Denker auf Tübinger Friedhöfen ("Můj duch do neznámé země. Básníci a myslitelé na tübinských hřbitovech") (spoluautor Wilfried Setzler a Tilmann Rösch) Klöpfer u. Meyer Tübingen 2009.
- Jesus jim Spiegel der Weltliteratur. Die Bilanz eines Jahrhunderts. ("Ježíš v zrcadle světové literatury. Bilance jednoho století") Düsseldorf 2010. ISBN 978-3-491-72423-5
- Das Weihnachten der Dichter. Originaltexte von Thomas Mann bis Reiner Kunze neu erschlossen ("Vánoce básníků. Původní texty od T. Manna po R. Kunze") Patmos, Stuttgart-Ostfildern 2011. ISBN 978-3-8436-0066-8
- Borsen, Banken, Spekulanten: Spiegelungen in der Literatur - Konsequenzen für Ethos, Wirtschaft und Recht ("Burzy, banky, spekulanti: odrazy v literatuře - důsledky pro etos, hospodářství a právo") (spoluautor Heinz-Dieter Assmann) Gütersloher Verlagshaus, Gütersloh 2011. ISBN 978-3-579-06690-5